# Scott Cunningham
Scott Douglas Cunningham (27 de junio de 1956 - 28 de marzo de 1993) fue el autor de docenas de reconocidos libros sobre la Wicca y varias otras alternativas religiosas. El nombre de Scott Cunningham es sinónimo de magia natural y de la comunidad mágica. Es reconocido como uno de los autores más influyentes y revolucionarios en el campo de la magia natural.

## Vida
Scott Cunningham nació en el Hospital William Beaumont en Royal Oak, Míchigan, Estados Unidos. Fue el segundo hijo de Chester Grant Cunningham y Rose Marie Wilhoit Cunningham. 
La familia Cunningham se mudó a San Diego, California en el otoño de 1959. Esa mudanza fue por razones de salud de la madre de Scott. Cunningham vivió en San Diego hasta su muerte. Scott tuvo un hermano mayor, Greg, y una hermana menor, Cristine.
Cuando llegó a la escuela superior se asoció a una muchacha con quien comenzó a conocer el mundo del ocultismo y los coventículos. La compañera de clases lo introdujo en la Wicca y lo entrenó en la espiritualidad pagana. Scott fue iniciado en varios coventículos tradicionales.
Scott Cunningham estudió literatura creativa en la Universidad de San Diego donde se inscribió en 1978. Después de dos años en el programa, no obstante, tenía más trabajos publicados que varios de sus profesores y salió de la universidad para escribir a tiempo completo.
En 1983 fue diagnosticado con linfoma. Con el pasar de los años su salud se fue deteriorando y en 1990, mientras daba unas conferencias en Massachusetts, fue diagnosticado con meningitis relacionada con el sida. Sufrió de algunas infecciones provocadas por el cáncer y finalmente murió en 1993. Tenía treinta y seis años.

## Creencias Religiosas
Las creencias religiosas de Scott Cunningham son simples y fáciles de entender. Practicaba justamente una brujería básica, a menudo practicando en solitario aunque sus libros, para practicantes solitarios, describen varias instancias donde practicaba la brujería con amigos y maestros.
Si bien sus creencias eran simples, probablemente tenía cada detalle de su religión meditado. Practicaba las cosas concienzudamente y se aseguraba que las explicaciones en sus libros fueran breves y claras. En su más exitoso libro "Wicca: A Guide for the Solitary Practitioner" (Wiica: Una Guía Para el Practicante Solitario), escribió, que se debe aprender haciendo y la Diosa y el Dios bendecirá al practicante con lo que realmente necesitara.
Scott también creía que la Wicca había sido una religión muy secreta en el pasado y que debía volverse más abierta. Para Scott los componentes internos de la Wicca están disponibles para cualquiera que pueda leer y tiene la lucidez para entender el material. Según Cunningham los únicos secretos de la Wicca son los rituales individuales, hechizos y los nombres de las deidades.
Scott Cunningham estudió por tres años en una tradición bajo la dirección de Raven Grimassi, otro popular autor neopagano. 

## Publicaciones

### Libros
- 1980 - Shadow of Love
- 1982 - Magical Herbalism: The Secret of the Wise
- 1983 - Earth Power: Techniques of Natural Magic (ISBN 0-87542-121-0)
- 1985 - Cunningham's Encyclopedia of Magical Herbs (ISBN 0-87542-122-9)
- 1987 - The Magical Household (ISBN 0-87542-124-5)
- 1987 - Cunningham's Encyclopedia of Crystal, Gem, and Metal Magic (ISBN 0-87542-126-1)
- 1988 - The Truth About Witchcraft Today (ISBN 0-87542-127-X)
- 1988 - Wicca: A Guide for the Solitary Practitioner (ISBN 0-87542-118-0)
- 1989 - The Complete Book of Incense, Oils & Brews (ISBN 0-87542-128-8)
- 1989 - Magical Aromatherapy: The Power of Scent (ISBN 0-87542-129-6)
- 1991 - Earth, Air, Fire, and Water: More Techniques of Natural Magic (ISBN 0-87542-131-8)
- 1993 - Cunningham's Encyclopedia of Wicca in the Kitchen (ISBN 0-7387-0226-9)
- 1993 - Divination For Beginners (ISBN 0-7387-0384-2)
- 1993 - Living Wicca: A Further Guide for the Solitary Practitioner (ISBN 0-87542-184-9)
- 1993 - Spell Crafts: Creating Magical Objects (ISBN 0-87542-185-7)
- 1993 - The Truth About Herb Magic (ISBN 0-87542-132-6)
- 1994 - The Truth About Witchcraft (ISBN 0-87542-357-4)
- 1995 - Hawaiian Magic and Spirituality (ISBN 1-56718-199-6)
- 1997 - Pocket Guide to Fortune Telling (ISBN 0-89594-875-3)
- 1999 - Dreaming the Divine: Techniques for Sacred Sleep (ISBN 1-56718-192-9)

### Videos
- Herb Magic (ISBN 0-87542-117-2)